# Taurus CT-40
 (janvier 2016).
Si vous disposez d'ouvrages ou d'articles de référence ou si vous connaissez des sites web de qualité traitant du thème abordé ici, merci de compléter l'article en donnant les références utiles à sa vérifiabilité et en les liant à la section « Notes et références ».
La Taurus CT-40 est une  carabine de police fabriquée par le constructeur brésilien Forjas Taurus. Il s'agit d'une variante de la  mitraillette MT-40 conçue en supprimant le sélecteur de tir.
Cette arme équipe les policiers brésiliens.